# 舊科達基
48°22′31″N 35°7′41″E / 48.37528°N 35.12806°E
舊科達基（烏克蘭語：Старі Кодаки）是烏克蘭中部的村莊，隸屬第聶伯羅彼得羅夫斯克州的第聶伯羅區。該村距離德尼普羅韋2公里，處於第聶伯河右岸，海拔高度127米，2001年人口1,619。